# Anotomys leander
Anotomys leander är en däggdjursart som beskrevs av Thomas 1906. Anotomys leander är ensam i släktet Anotomys som ingår i familjen hamsterartade gnagare. IUCN kategoriserar arten globalt som sårbar. Inga underarter finns listade.

## Beskrivning
Denna gnagare förekommer i Anderna i norra Ecuador. Den vistas där mellan 2850 och 4000 meter över havet. Arten lever vid vattendrag i tropiska bergsskogar eller bergsängar.
Anotomys leander når en kroppslängd (huvud och bål) av 10 till 12 cm och en svanslängd av 12 till 15 cm. Den har mörkgrå päls på ryggen och ljusgrå päls på undersidan. Vid öronen finns en liten vit fläck. Artens yttre öron är små och den kan sluta öronens öppningar. Dessutom har den styva hår vid foten som ger bättre simförmåga.
Denna gnagare är antagligen aktiv på natten och den fångar små vattenlevande djur. En upphittad hona var dräktig med en unge.